# Keratokonus
Keratokonus (Grčki: kerato-rog, rožnica; conos-konus, stožac) degenerativno je oboljenje oka kod kojeg se u rožnici događaju strukturne promene; te promene uzrokuju stanjenje rožnnjače i postupnu promenu njene zakrivljenosti u konusan oblik. 